# Micranisa degastris
Micranisa degastris är en stekelart som beskrevs av Chen 1999. Micranisa degastris ingår i släktet Micranisa och familjen fikonsteklar.
Artens utbredningsområde är Taiwan. Inga underarter finns listade i Catalogue of Life.